# Mario Ceballos

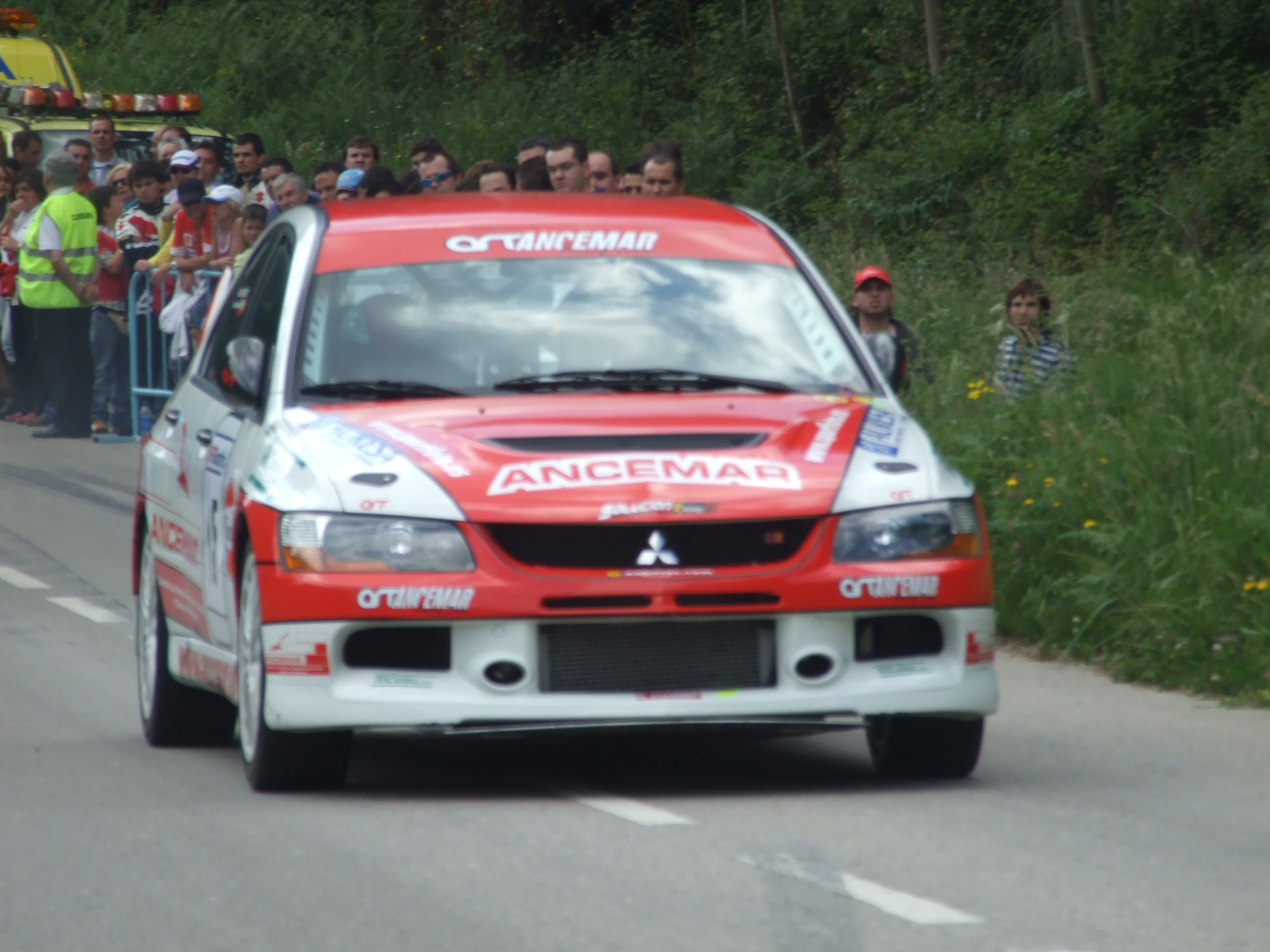
Mario Ceballos con Mitsubishi Evo IX en el año 2008.

Mario Ceballos Delgado es un piloto de rallyes español nacido en Santander (Cantabria) el 2 de agosto de 1986.

## Carrera
Comenzó su carrera como piloto de rallyes a los mandos de un Mitsubishi Lancer Evo VI, en el año 2007 y en el rallyesprint de Hoznayo, prueba del campeonato regional de Cantabria, donde finalizaría 9.º dentro de la clasificación general, 4.º dentro del grupo N y 2.º Junior.
Desde entonces Mario ha participado en el Campeonatos Regionales de rallyes de Cantabria, en el Campeonato de España de Rallyes, y en el Campeonato de España de Rallyes de Tierra, donde se ha proclamado Campeón de Grupo N en 2010 a bordo de un Subaru Impreza.